# Collada Verda
La Collada Verda és una collada situada a 2.305,8 m alt del límit dels termes comunals de Pi de Conflent, de la comarca del Conflent, i de Prats de Molló i la Presta, de la comarca del Vallespir, tots dos a la Catalunya del Nord.
És al nord-oest del terme de Prats de Molló i la Presta i al sud-est del de Pi de Conflent. És a prop al nord-est del Puig de la Collada Verda, al sud-oest de la Collada del Vent, en un dels corriols de pujada al Canigó des dels Hostalets.
La Collada Verda és en moltes de les rutes excursionistes del Massís del Canigó.